# .se
Pour les articles homonymes, voir SE.
.se est le domaine de premier niveau national réservé à la Suède.

## Statistiques d'usage
En juin 2025, environ 1 400 000 domaines utilisent l'extension .se.